# Bu Gece
A Bu Gece (Ma éjjel) című dal eredetileg Tarkan Ölürüm Sana című albumán szerepelt Kır Zincirlerini (Tépd szét láncaid) címmel. A zene és a dalszöveg is Tarkan szerzeménye. Európában a Tarkan című válogatáslemezen jelent meg. 1999-ben harmadik kislemezként hozták ki a Şımarık és a Şıkıdım után.

## Dalok
- 1: "Bu Gece (Kır Zincirlerini)" (Clubheroes Remix) – 5:33
- 2: "Bu Gece (Kır Zincirlerini)" (Radio Version) – 3:53
- 3: "Bu Gece (Kır Zincirlerini)" (DJ Tomcraft Remix) – 6:10
- 4: "Bu Gece (Kır Zincirlerini)" (Smash Vocal Mix) – 3:48
- 5: "Bu Gece (Kır Zincirlerini)" (Extended Version) – 5:29
- 6: "Bu Gece (Kır Zincirlerini)" (Acoustic Version) – 3:49
- 7: "Bu Gece (Kır Zincirlerini)" (Original Version) – 5:25